# Roodpootkoprakever
De roodpootkoprakever (Necrobia rufipes) is een kever uit de familie van de mierkevers (Cleridae), met een kosmopolitische verspreiding. De wetenschappelijke naam van de soort werd in 1775 als Clerus rufipes gepubliceerd door Charles De Geer. 

## Veldkenmerken
De volwassen kevers zijn 3,5 tot 4,5 mm lang, bol, met rechte zijden. De bovenzijde is glanzend metaalgroen of groenachtig blauw; de onderzijde van het achterlijf is donkerblauw. De poten en antennes zijn helder roodbruin of oranje. De knots aan het eind van de antennes is donker. Dekschilden, halsschild en bovenzijde van de kop zijn sterk behaard. Twee verwante soorten zijn de aaskoprakever (Necrobia violacea), die volledig donkere poten en antennes heeft, en de roodhalskoprakever (Necrobia ruficollis), die lichtgekleurde bases van de dekschilden (schouders) heeft. Deze soort moet tevens niet worden verward met de hamkever (Korynetes caeruleus), een andere staalblauwe kever uit de familie van de mierkevers.

## Levenswijze
Volwassen kevers voeden zich met dood visvlees, onder meer van het oppervlak van gedroogde vis, waarbij ze als plaaginsect optreden, vooral in tropische gebieden. Ze leggen hun eitjes in groeven in het oppervlak van diezelfde gedroogde vis. De larven boren gangen in de gedroogde vis, en voeden zich zowel met het visvlees als met de daarin levende larven van Calliphora-soorten en spektorren. De soort is ook gevonden in Egyptische mummies, en in 1834 verscheen een publicatie van de hand van Frederick William Hope waarin de soort werd beschreven als Necrobia mumiarum.

## Relatie met de mens
De kever is een plaaginsect. Hoewel koeling de impact van de kever op vlees en vis heeft verminderd, zijn ze een belangrijke vernietigende plaag voor gedroogde en gezouten vis, waaronder haring.